# Creysse (Lot)
Creysse é uma comuna francesa na região administrativa de Occitânia, no departamento de Lot. Estende-se por uma área de 9,51 km². Em 2010 a comuna tinha 322 habitantes (densidade: 33,9 hab./km²).